# Молочников, Михаил Викторович
Михаил Викторович Молочников (род. 19 ноября 1963, Москва) — российский художник.

## Биография
В 1984 году окончил Московский архитектурный техникум. С 2004 член Немецкого союза художников ВВК. Является одним из основателей и участников Группы МТМ, совместно с которой осуществляет проекты в жанре «книга художника».
Михаил Молочников участник крупных групповых проектов в формате livre d'artiste, в т.ч.: Город как субъективность художника, СПб, 2020; Жёлтый звук, (к 85-летию Альфреда Шнитке) Мск. 2019; ПтиЦЫ и ЦЫфры, (130-летию Велимира Хлебникова) СПб. 2015; Книга на острие современного искусства, СПб-Мск. 2013.
Живёт и работает в Берлине и в Москве.

## Музейные коллекции
- Научная библиотека Эрмитажа. Сектор редких книг и рукописей[6].
- Государственный Русский музей, Санкт-Петербург, Россия.
- Государственная Третьяковская галерея, Москва, Россия.
- Государственный музей изобразительных искусств им. Пушкина, Москва, Россия.
- Государственная Калининградская художественная галерея, Калининград, Россия.
- Kolodzei Art Foundation, NY, USA.
- Special Collections Librarian, Joan Flasch Artists' Book Collection, Chicago, USA.
- The State Museum-Kupferstichkabinett, Berlin, Germany.
- Государственная библиотека им. Ленина, Москва, Россия.
- The Alexandria library, Alexandria, Egypt.
- Государственный центр современного искусства, Москва, Россия.
- Ford fund, USA.
- Reinhard Grüner, Munich, Germany.
- Museum MOCA (Museum of Contemporary Art), Skopje, Macedonia.
- Gutenberg-Museum, Mainz, Germany.
- Julia Vermes Collektion, Basel, Switzerland.
- Музей «АРТ 4», Москва, Россия.
- Коллекция Бориса Фридмана, Москва, Россия.
- Коллекция Михаила Каминского, Москва, Россия.
- Nadja Brykina Gallery, Zurich, Switzerland.
- Михаил Карминский, Франкфурт, Германия.
- Коллекция Дома абстрактной живописи KollerArtHouse.

## Критика
- «Заканчивается 20-е столетие. Hаступает вечерение мира, образование в его сумерках множества тайных, интимных духовных миров. Искусство окутывается тайной, приобретает потустороннее зрение. „Сова Минервы вылетает в сумерки“, — любил повторять Гегель. Немногим художникам удается выразить это уникальное состояние времени, когда исчерпывается историческая идея и расцветает метафизическая, когда исчезает прожорливая гусеница цивилизации и неожиданно выпархивает её бессмертная душа — культура. Творчество Михаила Молочникова принадлежит этой уникальной фазе истории, этой сфере прозрения, когда заостряется метафизическая чувствительность к последним вопросам бытия. Отсюда и его внутренние искания — гностицизм и герметизм, магия и метафизика, органичное сближение неопифагорейства с искусством дзэн и тантризмом. Собственно саму жизнь художника невозможно отделить от его творчества — она не менее загадочна, чем его искусство и полна таинственных знаков и мистических происшествий — как бы слепок с его сакральных масок и лабиринтных структур. Созерцая картину мира, он ищет опору в доренессансных культурах, когда оптическое и дистанцированное восприятие мира не являлось верховным арбитром. „Мы — существа незримые“, — вслед за Метерлинком повторяет Михаил Молочников. Композиции художника хранят в себе мир зазеркалья, и достаточно сделать шаг, чтобы очутиться с обратной стороны реальности, в мире духовных и таинственных сущностей, сопричастных миру Борхеса и Набокова. Его инструментарий включает в себя сны, свободные ассоциации, высвечивание фундаментальных слоев подсознания, вторжение в самые заповедные глубинные сферы психического. Встает подлинная всеобщность образов, получающая иногда вселенскую масштабность, генерируя образы мандалы. Отсюда и „праздничное безумие“ художника, и парадоксы, и вызывающая эксцентричность, срифмованная с медитативностью, и непокорная насмешливая игровая свобода, что опрокидывает все нормы и правила. Безусловно, эта художественная система связана стилистически с постмодернизмом, его „магической“ линией, рационализацией иррациональных сил. Она актуализирована ситуацией, когда предчувствуются коренные изменения, когда нарушаются устойчивые жизненные уклады и происходит глубокие сдвиги, как сегодня в России. Однако, в отличие от многих своих современников, Михаил Молочников не прикован к ситуации, замкнутой определенными датами. В его работах далекая, в сущности, временная перспектива. Это поэтика вечных и неизменных начал жизни, проходящих, как катарсис, через хаос и алогичность, ведущая в конечном счете к глубоко положительным и конструктивным результатам. Какую информацию сообщают композиции Михаила Молочникова? Заглядывая в будущее, мы, современники мастера, задаем вопрос, смогут ли наши потомки в зеркале его книг, масок, лабиринтов, ширм получить представление о людях нашего времени и о нашей жизни ? Очевидно, это будет совершенно особая информация — о том, как люди видели себя изнутри, об их сомнениях и страхах, об их предчувствиях и самопредостережениях, об их самоиронии, и об их вере в устойчивые ценности» — Виталий Пацюков.

## Основные персональные выставки
- 2000 — «Танцы Кали-Юги». Галерея «Дом», Москва.
- 1999 — «Чувственное проникновение». Отель Гранд-Мариот, Москва.
- 1997 — «М-16». Галерея «Велта», Москва.
- 1996 — «Птицы-рыбы». Галерея «Велта», Галерея «Дар», Москва.
- 1995 — «House of Shchukin». Муниципальная галерея «Геликон», Москва.
- 1994 — «Безназвания». Галерея «Салон», Москва.
- 1994 — «Насекомые и люди». Калининградская художественная галерея, Калининград.
- 1992 — «Тайные знаки». Галерея «А 3», Москва.
- 2005 — «Объекты и рисунки 1999—2005». Gallery «GAD», Berlin, Germany.
- 2006 — «22». Gallery GAD, Berlin, Germany.

## Основные групповые выставки

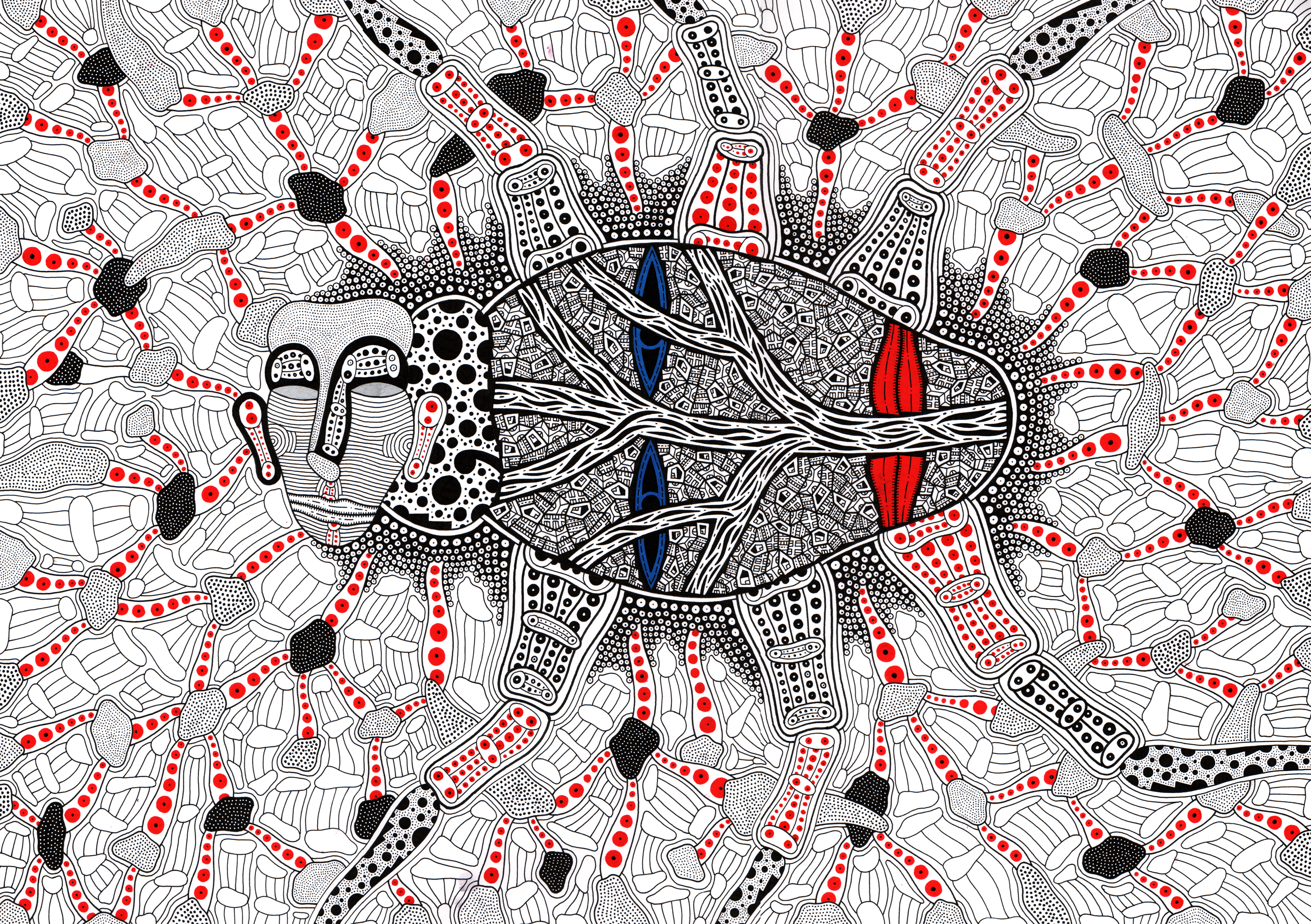
Город-Паук (эскиз композиции для проекта Город как субъективность художника). 2019—2020, 420 × 594 мм, бумага, цв. тушь

- 2014 — "Бумажная скульптура", Государственный Русский музей, Санкт-Петербург, Россия
- 2010 — «ALLA GLORIA MILITAR», галерея «AIRCRAFT»,Bratislava, Slovakia
- 2010 — «Московская печатная авторская графика 1961—2009 из собрания Колодзей» Woodrow Wilson Center, Вашингтон, США
- 2010 — «Происхождение Дарвина глазами современных художников», Государственный Дарвиновский музей, Москва, Россия
- 2010 — «БУМ-БУМАГА», фонд «ЭРА», Москва, Россия
- 2009 — «0,5», галерея «POP/OFF/ART»,
- 2009 — Книжная ярмарка, Франкфурт, Германия
- 2009 — 20 книжная ярмарка, Майнц, Германия
- 2009 — «КНИГА ХУДОЖНИКА`2009», Всероссийской государственной библиотеки иностранной литературы имени М. И. Рудомино, Москва, Россия
- 2009 — «Дмитрий Каварга и Михаил Молочников», Barbarian-Art Gallery, Цюрих, Швейцария
- 2008 — Книжная ярмарка «Page’s 11». Париж, Франция.
- 2008 — 59 Книжная ярмарка. Франкфурт, Германия.
- 2008 — "Moscow — New York = Parallel Pla"y. From the Kolodzei Collection of Russian and Eastern European Art. Chelsea Art Museum, New York, США.
- 2008 — «RE». Northampton University Gallery, England.
- 2008 — «Власть Воды». Государственный русский музей, Петербург.
- 2008 — 60 Книжная ярмарка. Франкфурт, Германия.
- 2008 — «О смертном в искусстве. Памяти Николая Константинова». Ростов-на-Дону.
- 2008 — «Калининград — Konigsberg 2008» (Международная бьеннале графического искусства). Калининградская художественная галерея, Калининград.
- 2007 — «Утопическая архитектура». Государственный русский музей, Петербург.
- 2007 — 59 Книжная ярмарка. Франкфурт, Германия.
- 2007 — «АВС». Northampton University Gallery, England.
- 2007 — 19 книжная ярмарка. Майнц, Германия.
- 2007 — «Россия родина слонов». Галерея «Pop/off/art», Москва, Россия.
- 2007 — ГЦСИ «Moscow — New York = Parallel Pla». From the Kolodzei Collection of Russian and Eastern European Art", Москва.
- 2006 — «Historic MADI: Its Roots. Искусство Аргинины и России в XX веке». MADI Museum, Dallas, USA.
- 2006 — Александрийская библиотека. Международная биеннале «Книга художника». Александрия, Египет.
- 2006 — «Confrontations». Берлин и Краков, Германия и Польша(catalogue).
- 2006 — «Картины из бумаги: Советское и Российское искусство 1955—2005». Kolodzei Collection of Russian and Eastern European Art, Brooklyn College of the City University of New York, USA.
- 2006 — «Транспорт». MOCA музей современного искусства, Скопи, Македония.
- 2006 — «Новый русский авангард». Галерея «Pop/off/art», Мюнхен, Германия.
- 2005 — «Московская графика: работы художников 1961—2005» / International Print Center New York and the Kolodzei Art Foundation. New York, USA.
- 2005 — «Коллаж в России». Государственный русский музей, Петербург.
- 2004 — The Leepa-Rattner Museum of Art, in cooperation with the Kolodzei Art Foundation, presents Finding Freedom: 40 Years of Soviet and Russian Art Selections from the Kolodzei Collection of Russian and Eastern European Art/USA.
- 2004 — «КНИГА ХУДОЖНИКА КАК ОБРАЗ». ГЦСИ, Москва.
- 2003 — «Московская абстракция». Государственная Третьяковская галерея, Москва, Россия.
- 2003 — «Коллаж в России». Музей частных коллекций, ГМИИ им. А. С. Пушкина, Москва.
- 2003 — «3 INTERNATIONALES KUNSTFESTIVAL». Magdeburg, Германия.
- 2003 — «Liebe und Flügel». Galerie «Belabush», Berlin, Германия.
- 2003 — «PARADIES». Bunker Alexanderplatz, Berlin, Германия.
- 2001 — «Арт Москва». 5-я Международная художественная ярмарка, ЦДХ, Москва.
- 2001 — «Абстракция в России XX век». Государственный Русский музей, Санкт-Петербург, Россия.
- 2000 — «СУПРЕМБЫТ». Галерея «Дом», Москва.
- 2000 — «Калининград — Konigsberg 2000» (Международная бьеннале графического искусства). Калининградская художественная галерея, Калининград.
- 1999 — «КНИГА ХУДОЖНИКА». Музей частных коллекций, ГМИИ им. А. С. Пушкина, Москва.
- 1999 — «The doby politic». Long Island University, США.
- 1999 — «Живые и мертвые». Галерея «ESCAPE», Москва.
- 1998 — «Зимний калейдоскоп». Галерея «ПАН-ДАН», ЦДХ, Москва.
- 1998 — «Книга художника и поэта». Центр современного искусства, Нижний-Новгород.
- 1998 — «Калининград — Konigsberg 98» (Международная бьеннале графического искусства). Калининградская художественная галерея, Калининград.
- 1998 — «Подарки М’АРСу». Галерея «М’АРС», Москва.
- 1998 — «Арт Манеж 98». Манеж, Москва.
- 1997 — «Мир чувственных вещей в картинках — конец XX века». Галерея М`АРС, ГМИИ им. А. С. Пушкина, Москва.
- 1997 — Международная художественная ярмарка «Арт-Манеж». Галерея «Пан-Дан», Манеж, Москва.
- 1997 — Книжная ярмарка 97. Франкфурт, Германия.
- 1996 — «Галереи в галерее». Галерея «Нина», ГТГ, Москва.
- 1996 — «New Russian Art» Colodzei Collection. Georgetown university art gallery, Вашингтон, США.
- 1996 — Сотбис. Отель Балчуг Кемпински, Москва.
- 1996 — Selections from the Colodzei Collection. Atrium art gallery, Morristown, New Jersey, США.
- 1995 — «Карнавал». ЦДХ, Москва.
- 1995 — «Коллекция Тани и Наташи Колодзей». Городской Центр Оклахома Сити, США.
- 1995 — «А-1, А-2, А-3». Галерея «А-3», Москва.
- 1994 — «Калининград — Konigsberg» (III Международная биеннале графического искусства). Калининградская художественная галерея, Калининград.
- 1994 — «The Kolodzei Collection». City Arts Center, Оклахома-Сити, США.
- 1993 — «Art Expo 93». Галерея «Арка», Токио, Япония.
- 1993 — «New Names». Traverse Centre, Эдинбург, Шотландия.
- 1993 — «Image and Symbol». Art College, Эдинбург, Шотландия.
- 1993 — «АРТ МИФ 3». Галерея «Нина», Галерея «Moscow Fine Art», Манеж, Москва.
- 1993 — «Выставка графики». Галерея «Moscow Fine Art», Москва.
- 1992 — «In Richtung zu Malewitsch». «Karenina Galerie», Вена, Австрия.
- 1992 — «Малевич-центр в Палеонтологическом музее». Палеонтологический музей, Москва.
- 1992 — «Neue Russische Buchkunst», Lyrik Kabinett. Мюнхен, Германия.
- 1991 — «Современные художники — Малевичу». ГТГ, Москва.
- 1991 — «Вook-Аrt», Дворец молодежи, Москва.
- 1990 — «Art London 90». «The Russian Collection», Лондон, Великобритания.
- 1990 — Первая выставка галереи «М’АРС». Москва.
- 1990 — «Принцип Ки», ЦДХ, Москва.
- 1990 — «Jalokivia Mudassa/Jewels in the mud». Tampere Art Museum, Тампере, Финляндия.
- 1990 — «Moscow in Cambridge». Королевский колледж, Кембридж, Великобритания.

## Перформансы
- 1990 — «Шок-шоу». Боди-арт. Авторское телевидение, Москва.
- 1989 — «Объединение культуры запада с востоком» (Совм. с Jurgen Weber). Красная площадь, Москва.